# Adikaratti
Adikaratti è una suddivisione dell'India, classificata come town panchayat, di 15.996 abitanti, situata nel distretto dei Nilgiri, nello stato federato del Tamil Nadu. In base al numero di abitanti la città rientra nella classe IV (da 10.000 a 19.999 persone).

## Geografia fisica
La città è situata a 11° 20' 22 N e 76° 42' 50 E.

## Società

### Evoluzione demografica
Al censimento del 2001 la popolazione di Adikaratti assommava a 15.996 persone, delle quali 7.745 maschi e 8.251 femmine. I bambini di età inferiore o uguale ai sei anni assommavano a 1.451, dei quali 711 maschi e 740 femmine. Infine, coloro che erano in grado di saper almeno leggere e scrivere erano 11.544, dei quali 6.266 maschi e 5.278 femmine.